# Papaver turczaninovii
Papaver turczaninovii är en vallmoväxtart som beskrevs av G.A. Peschkova. Papaver turczaninovii ingår i släktet vallmor, och familjen vallmoväxter. Inga underarter finns listade i Catalogue of Life.